# آلبرت سی بارنز

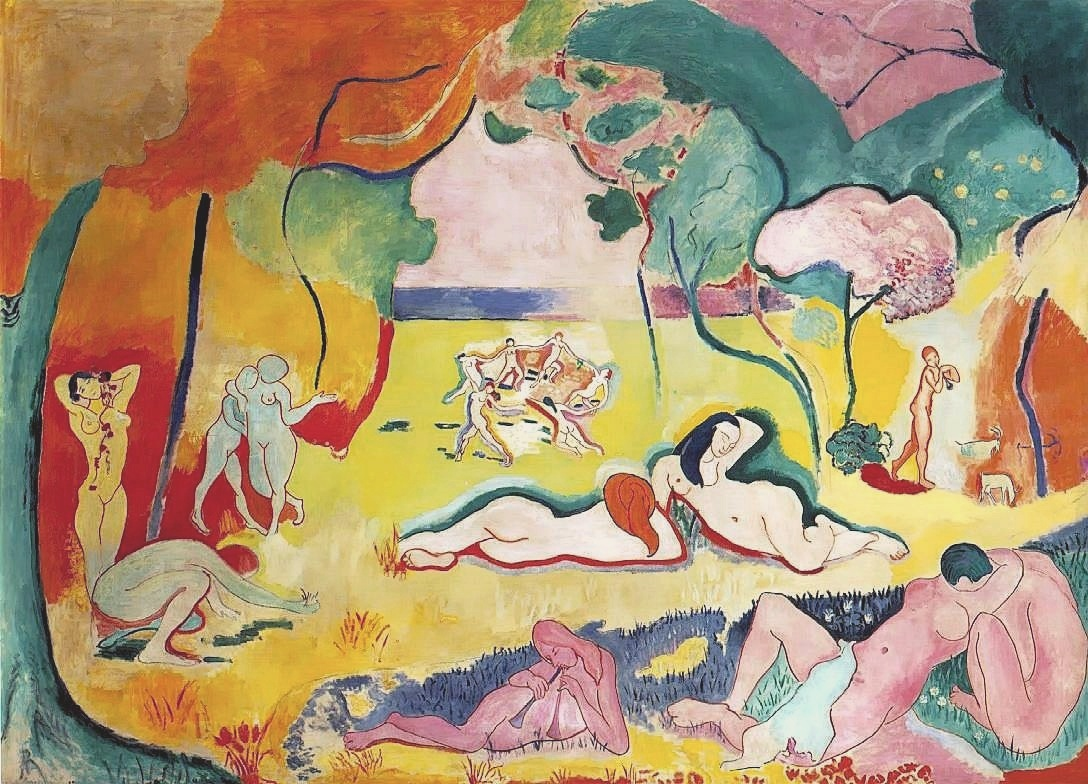
آنری ماتیس، لذت زندگی (۱۹۰۵–۶)، رنگ روغن روی بوم. بنیاد بارنز، فیلادلفیا. این اثر فوویسم نامیده شد و ماتیس را مورد تمسخر عمومی و بدنامی قرار داد.

آلبرت کومبس بارنز (به انگلیسی: Albert Coombs Barnes)، (۲ ژانویه ۱۸۷۲ – ۲۴ ژوئیه ۱۹۵۱) شیمی‌دان، تاجر، کلکسیونر هنر، نویسنده، مربی و بنیانگذار بنیاد بارنز در مریون سفلی، پنسیلوانیا بود.

## سنین جوانی و تحصیل
آلبرت کومبس بارنز در ۲ ژانویه ۱۸۷۲ از والدین طبقه کارگر در فیلادلفیا به دنیا آمد. پدرش، قصاب جان جی بارنز، در جنگ داخلی آمریکا در شرکت D 82 پیاده‌نظام داوطلب پنسیلوانیا خدمت می‌کرد. وی بازوی راست خود را در نبرد خلیج هاربر از دست داد.: 38  پس از جنگ جان بارنز ماهانه ۸ دلار مستمری از کارافتادگی دریافت کرد و هر زمان که می‌توانست مشاغلی مانند بازرس، نگهبان شب و پستچی را به عهده گرفت. مادر آلبرت بارنز، لیدیا ا. شفر، یک متدیست متدین بود که او را به جلسات اردوگاه‌های آمریکایی آفریقایی‌تبار برد و احیا کرد. این خانواده ابتدا در خیابان کوک ۱۴۶۶ (خیابان ویلت کنونی) در محله خشن طبقه کارگر امروزی فیشتاون زندگی می‌کردند و بعداً در محله فقیرنشین معروف به «گردن» یا «زباله‌ها» زندگی می‌کردند.
آلبرت بارنز مدرسه ابتدایی را در مدرسه ابتدایی ویلیام ولز در سال ۱۸۸۵ به اتمام رساند. در آن سال بارنز یکی از دو پسر مدرسه بود که در دبیرستان مرکزی پذیرفته شدند، یک مدرسه دولتی که به دلیل برنامه سخت دانشگاهی بسیار مورد احترام بود. بارنز در ۱۷ سالگی در ۲۷ ژوئن ۱۸۸۹ با مدرک AB فارغ‌التحصیل شد. در مرکز بارنز با ویلیام گلاکنز دوست شد، که بعداً به یک هنرمند تبدیل شد و بارنز را در اولین تلاش خود برای جمع‌آوری مشاوره داد.